# ميلان هودزا
ميلان هودزا (1 فبراير 1878 - 27 يونيو 1944) سياسي وصحفي سلوفاكي، انتخب عضوًا بالبرلمان المجري عام 1905 ممثلا لطائفة السلافية، واشترك في قام جمهورية تشيكوسلوفاكيا عام 1919، وتزعم حزب الفلاحين، شغل منصب رئيس وزراء تشيكوسلوفاكيا من 1935 إلى 1938. وباعتباره من دعاة التكامل الإقليمي، فقد اشتهر بمحاولاته لتأسيس اتحاد ديمقراطي فيدرالي لدول وسط أوروبا. واستقال في 1938 من منصبه احتجاجًا على اتفاقية ميونخ وهاجر إلى الولايات المتحدة.